# باول إي. شتاين
باول إي. شتاين (بالإنجليزية: Paul E. Stein)‏ هو ضابط أمريكي، ولد في 30 أغسطس 1944 في مونرو في الولايات المتحدة، وتوفي في 2002 في Basye, Virginia ‏ في الولايات المتحدة.